# Buchholz in der Nordheide
Buchholz in der Nordheide − miasto w Niemczech, największe miasto w powiecie Harburg w kraju związkowym Dolna Saksonia.

## Osoby urodzone w Buchholz in der Nordheide
- Alexander Meier – niemiecki piłkarz

## Współpraca
- Canteleu, Francja
- Järvenpää, Finlandia
- Wołów, Polska